# 还乡团
还乡团，又称返乡团，还乡队，难民还乡团（英语有译），是第二次国共内战期间由中国国民党组织的地主武装，在全中国范围内的农村进行了大规模的肉刑及屠杀。

## 起源
在第二次国共内战期间，中国共产党在其占领区开展土地改革运动。伴隨土改運動的全面展開，地主大批逃亡的現象開始出現。在這場土改運動中，地主的土地和財產被分光，地主本人則被「掃地出門」，甚至淪為乞丐，這些經濟利益的損失是刺激地主逃亡的因素之一。土改使農村中的階級關係發生變化。抗戰時期，不少地主在「三三制」的政權組織架構下被「結合」進各級中共組織，如今，他們在土改中成了被鬥爭、被管制的對象，這也是造成地主大量逃亡的因素之一。因此，许多地主组织武装力量如“还乡团”跟随国民党军队，意图推翻共产党组织建立的乡村基层政权。
1946年11月，国民政府发布《国民政府关于“国防部人民服务总队与民众自卫队及难民还乡团联系办法”》电。

## 行迹
还乡团通过“查老契”、“清算倒租”等方式重新取得原有的土地。并和中国共产党建立的地方政权进行武装对抗，甚至是与八路完全无关的农民也被施行极端的酷刑与屠杀。
在山东潍县，纸房区李家营一村，即被活埋七十余人，残暴手段更令人闻之毛骨悚然，鍘刀鍘和活埋已成为國民黨政府的普遍手段，有的先割耳、舌、而后活埋，有的妇女被拔去头发鍘死，有的妇女被裸体绑在树上轮奸，然后用火烧的枪条插入阴部活活搅死；有的把全身烫起水泡，再用竹帚扫，名为“扫八路毛”，有的全身被刀子割开，叫做“剪开刺猬”，他们把婴儿两腿劈开，丢在火红的锅裡，叫做“穷小子翻身”。“纸房东庄國民黨軍在街口安下十二口鍘刀，按户抓人鍘死，邢家东庄一次被鍘十二人，妇救会长一个四岁小孩，也被鍘成三段。贫农韩在林兄弟三家十五口，有十四口被鍘死，剩下一个老母亲苦苦哀求给她留一个后代而不得，她看到自己的孙子全部被鍘死，悲痛得自己也上吊而死。”
1947年11月，趙養吾向时任国民政府主席蒋介石控告阜宁还乡团与官军勾结，打着剿匪的旗号实则劫掠人民，并要求蒋介石严惩。
1948年之后，随着战争局势的扭转，还乡团武装逐渐瓦解。

## 影响
还乡团的暴行，常常在土改中被地主援引以用于威胁农民，是土地改革激进化主要动力。
中华人民共和国建立后历次政治运动如镇压反革命、反右运动、文化大革命中，曾参与过还乡团的成员屡屡被报复，他们的后代在很长时间里受到升学、参军方面的歧视。“还乡团”一词还被用于称呼被打倒的政治对象，如四人帮就曾被骂为“一伙地地道道的极右派、还乡团！”。